# Leptospermum novae-angliae
Leptospermum novae-angliae là một loài thực vật có hoa trong Họ Đào kim nương. Loài này được Joy Thomps. mô tả khoa học đầu tiên năm 1989.